# Problema
Problema là một chi bướm ngày thuộc họ Bướm nâu.

## Hình ảnh

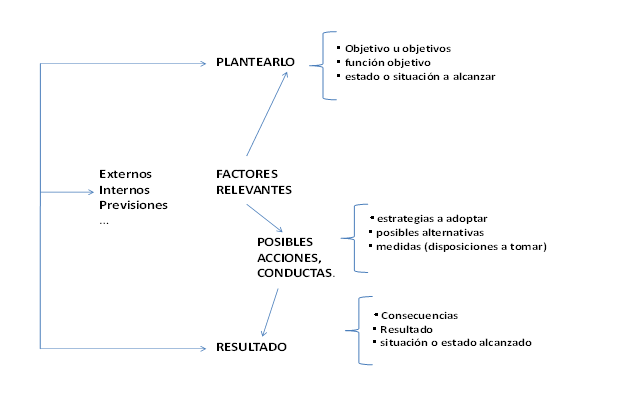
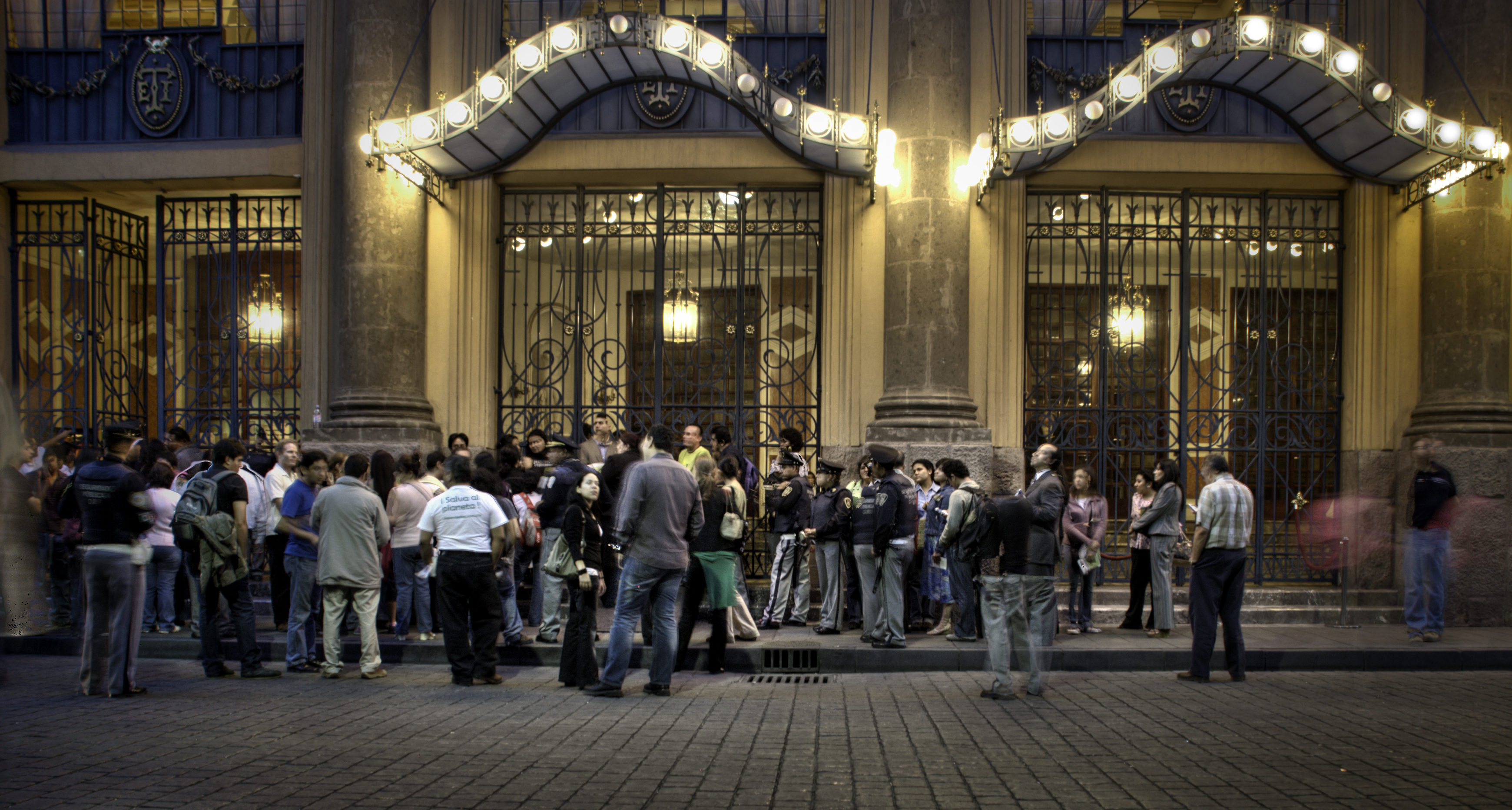